# 視錯覺

棋盤陰影：字母A與字母B所在方格實為同色，因為綠色圓柱體的影子，把B方格顏色加深。

其實兩個方塊大小一樣大

视错觉（英語：Optical illusion），是指通过几何排列、视觉成像规律等手段，製作有「视觉欺骗」成分的图像进行眼球欺骗，引起的视觉上的错觉，达到艺术或者类似魔术般的效果。
视错觉一般被分为：图像本身的构造导致的几何学错觉、由感觉器官引起的生理错觉，以及心理原因导致的认知错觉。特别是关于几何学的错觉，以其种类多而广为人知。

## 幾何學錯覺

赫林錯覺

弗雷泽图形

視覺上的大小、長度、面積、方向、角度等幾何構成，和實際上測得的數字有明顯差別的錯覺，稱為幾何學錯覺。
最早開始研究幾何學錯覺，是在1855年Oppel所發表的分割距離錯覺；即沒被分割的，看起來比分割的面積來的小。
- 繆莱二氏錯覺：指兩條等長平行線段，兩端箭頭向外的線段比兩端箭頭向內的線段看上去更長的現象。
- 艾賓浩斯錯覺：兩個完全相同大小的圓放置在一張圖上，其中一個圍繞較大的圓，另一個圍繞較小的圓；圍繞大圓的圓看起來會比圍繞小圓的圓要小。
- 赫林錯覺：兩條平行線因受斜線的影響呈弯曲状。此种錯覺称为弯曲錯覺。
- 加斯特罗图形：两扇形虽然大小形状完全相同，但是下方的扇型看似更大。
- 弗雷泽图形（英语：Fraser spiral illusion）：英国心理学者弗雷泽于1908年发表，这一图形是一个产生角度﹑方向錯覺的图形，被称作視錯覺之王。漩涡状图形实際是同心圆。
- 謝帕德之桌（英语：Shepard tables）：垂直的桌面看起來比水平的細長，但兩者其實一模一樣。羅傑·謝帕德在《Mind Sights》(1990) 中首度發表。

## 生理錯覺

一個赫曼方格。形狀、位置及顏色的對比造成了灰點出現在格網交點，因此聚焦時會在白色线条交叉处產生灰色的錯覺。

主要來自人體的視覺適應現象，人的感覺器官在接受過久的刺激後會鈍化，也就造成了補色及視覺暫留的生理錯覺。由於白光是由不同波長的色光所組成的，所以任何兩種色光加在一起可成為白光者，這兩色就互為補色。
而視網膜上的細胞受某種色光刺激後，會對該色產生疲勞，所以在視線離開該色後，該部分的細胞暫無法作用，而未受刺激的另一部分細胞開始活動，因而產生另一種視感，也就是補色的殘像。
另外還有因為視覺疲勞而產生的視覺暫留現象也是，視覺暫留現象就是現今動畫的原理。
赫曼方格和馬赫帶是最常被用來解釋生理錯視的作品。
侧抑制一直被用來解釋為什麼人類在觀看馬赫帶時看到色塊交界处的色差。一旦受體被激活，这种刺激就會抑制它鄰近的受體被刺激后的效果。這種錯覺造成了相反及突出的邊緣。在赫曼方格的十字路口出現了灰點是因為暗色環繞（dark surround）的增加而出現的抑制反應。侧抑制也被用來解釋赫曼的網格錯覺，但最近已被反駁。

## 认知错觉

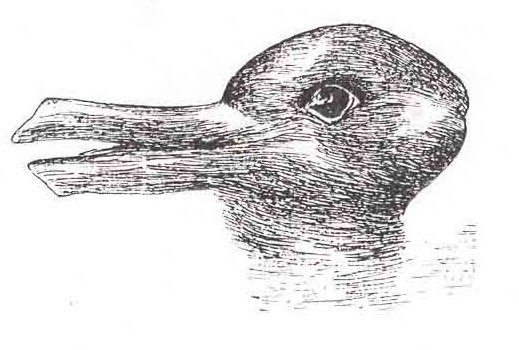
鸭兔错觉，認知錯覺的名例

這主要來自於人類的知覺恆常性屬於認知心理學的討論範圍。
- ASCII立體圖
- 奈克方塊
- 圖地反轉（英语：Negative space）：圖地反轉的現象，因為人的知覺具有組織性，會想辦法將視覺對象由背景中獨立出來，這個獨立出來的部分即為「圖」，周圍的部分則是「地」，這是由愛德嘉·魯賓（英语：Edgar Rubin）提出來的，有名的作品「魯賓之盃（英语：Rubin vase）」則是研究圖地反轉的代表作。

易成為圖的條件：面積小、水平或垂直、位於下方、往上突出比往下垂直容易、單純的形、反覆的、被包圍的、有動感的、對稱的、密度高或有質感者、紅色波長的顏色。
- 鴨兔錯覺：由於人類對於已知物體的認知來自於特徵及主要輪廓的記憶，人腦會自動的將和腦中印象相似的形狀及物件做比對來判讀並賦與圖像的意義，所以只要該圖具有人腦中對該物的主要形象就會做出判讀，在不破壞主要認知特徵的情況下再加上另一個特徵，就會造成大腦的誤判，同類有名的創作者還有達利。

## 藝術創作

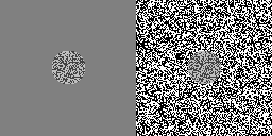
Chubb錯覺

膨胀 / 缩小

知觉恆常性是造成許多錯覺的原因，同化作用，兩張圖裡，左邊和右邊的底色其實都是一樣，不過因為受到前景的線條顏色的干擾，使人以為兩邊底色的深淺有所不同。色感一致性和亮度一致性的事實，無論什麼亮度，一個熟悉的物體會出現相同的顏色。錯覺的色差可以創造的，但當周圍不熟悉的物體亮度改變就不能。當物體的顏色會出現較深的黑色區域，便會反比較淺色的白色區琙，即使物體本身並沒有改變顏色。
- 艾姆斯房間錯覺（英语：Ames room illusion）
- 艾姆斯梯形窗錯覺（英语：Ames trapezoid）

有許多專門在創作這類錯覺幻覺的藝術家，包括毛瑞特斯·柯奈利斯·艾雪、 布里奇特·萊利、萨尔瓦多·达利、朱塞佩·阿尔钦博托、馬塞爾·杜象、奧斯卡·路透斯沃德及查爾斯·艾倫·吉爾伯特。
也有一些當代藝術家正在試驗一種錯覺，包括迪克·特梅斯、福田繁雄、派屈克·休斯、伊斯特萬·歐羅茲、羅伯·岡薩爾維斯及北岡明佳等。另外，錯覺也能運用於電影中。
一些錯覺如龐佐錯覺及垂直-水平錯覺也可能發生於使用時由聽覺到視覺感官替代裝置。
另外還有奧普藝術，藝術家利用不同色彩的特定搭配，包括色彩重疊、圍繞、漸變等等，給視網膜帶來特殊的刺激，眼前的作品因而出現閃爍、甚至波動感等眩目的錯覺。

## 生活應用
雖然很難相信，但是日常生活中也充滿錯覺。例如人們明明知道太陽是不會移動的，位於太陽系的中心，但是與此同時我們每一天也經歷著所謂的“日出”和“日落”。 在晚上，尤其是月圓的時候，即使無論如何走都感覺上月亮跟著一起走。
人們也常常通過錯覺來達到一些其期望的效果。建築師、室內設計師們都利用著錯覺的原理讓物體看上來更大或者更小。例如在一間房屋裏使用一些較窄身的、較矮身的家具，令住客感覺到房間看起來更加寬敞。